# Jerónimo Girón de Moctezuma Ahumada y Salcedo
Jerónimo Girón de Moctezuma Ahumada y Salcedo, III marquès de las Amarillas (Màlaga, 7 de juny de 1741 - Sevilla, 17 d'octubre de 1819 va ser un general de l'exèrcit espanyol. Va participar en la Guerra Gran de 1793-1794 i va ser Capità general de Catalunya.

## Família
Girón va néixer en una família noble a Màlaga el 7 de juny de 1741. El seu pare era Pedro Morejón Girón y Ahumada i la seva mare era Bernarda de Moctezuma y Salcedo, descendent de l'emperador asteca Moctezuma II. El 22 d'octubre de 1770, es va casar amb Isabel de las Casas y Aragorri, que era sis anys més jover. Després de la mort del seu pare, Jerónimo Morejón Girón es va convertir en el III Marquès de Las Amarillas. El seu fill Pedro Agustín Girón y de las Casas, nascut l'any 1778, esdevingué el primer duc d'Ahumada el 1836. Igual que el seu pare, Pedro va obtenir el càrrec de general l'exèrcit d'Espanya i va lluitar a la guerra del francès.

## Guerra Gran

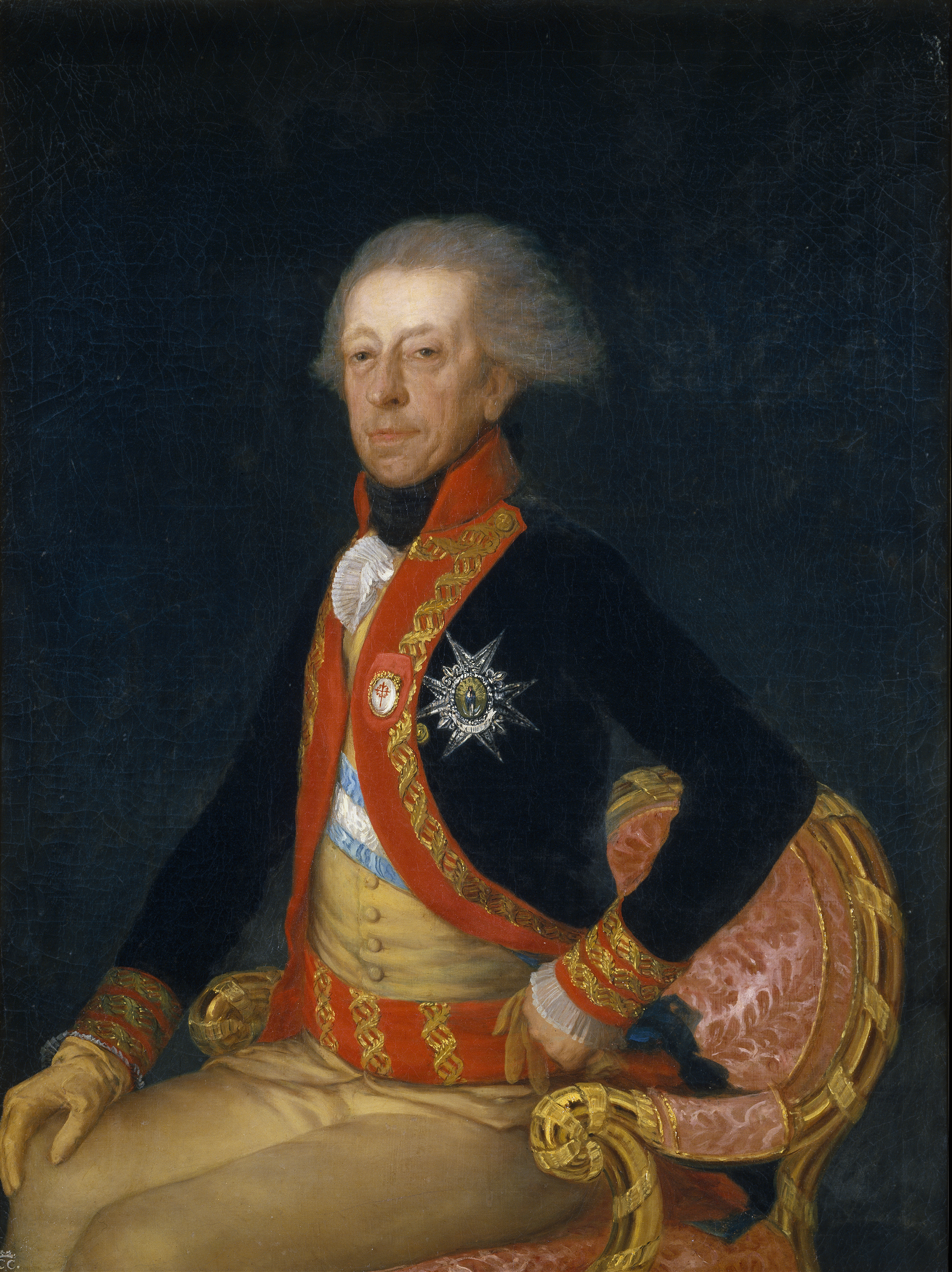
Antonio Ricardos

L'abril del 1793, l'exèrcit espanyol de Catalunya, liderat pel Capità General Antonio Ricardos, va envair el Rosselló durant les Guerres Revolucionàries Franceses. Al maig, l'exèrcit va obrir el setge de Bellaguarda i va capturar la fortalesa francesa el 24 de juny. A principis de setembre de 1793, Ricardos va fer una ofensiva per capturar Perpinyà, .
Més que muntar un atac directe a la fortalesa, Ricardos va enviar dues divisions al voltant del costat occidental de Perpinyà per tallar les seves comunicacions amb Narbona. La divisió del tinent general Girón va expulsar una força francesa de Ribesaltes el 8 d'agost. Posteriorment, va establir un campament fortificat en un turó al sud del poble de Paretstortes i sis quilòmetres al nord-oest de Perpinyà. Mentrestant, la divisió de Juan de Courten es va desplegar a només dos quilòmetres al nord-oest de Perpinyà, prop de Le Vernet. Ricardos va començar un bombardeig d'artilleria al costat sud de la fortalesa. A la matinada del 17 de setembre, l'exèrcit francès del Pirineu Oriental sota el comandament temporal del General de Divisió Eustache Charles d'Aoust, va atacar Girón i Courten a la batalla de Paretstortes. Els francesos van poder acostar-se de prop el campament de Girón perquè no va poder enviar tropes darrere d'un barranc. La batalla va durar tot el dia i cap a la nit, quan ambdues divisions espanyoles es van retirar després de patir baixes. Ricardos va recuperar la situació amb una victòria a la batalla de Trullars el 22 de setembre. Ricardos es va retirar a la vall del riu Tec, on va aconseguir frenar diversos intents francesos de conduir l'exèrcit espanyol a través de la frontera durant la resta de 1793.

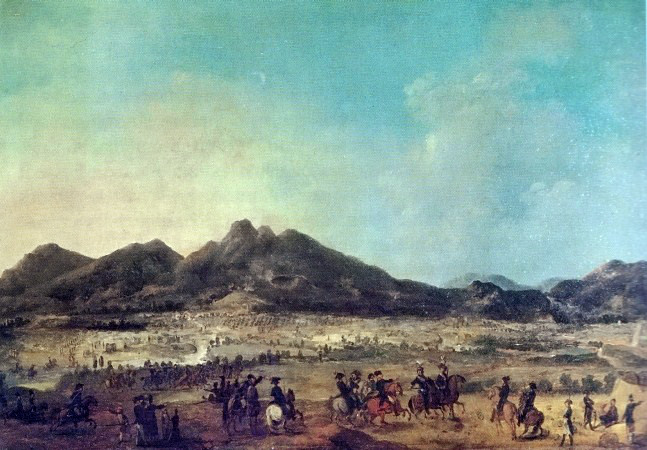
Batalal del Voló

En març de 1794 Ricardos i el seu successor designat Alejandro O'Reilly van morir. Per poc temps, Girón va ser el comandant en funcions de l'exèrcit de Catalunya, però l'abril va ser nomenat Luis Firmin de Carvajal, Comte de la Unión per dirigir l'exèrcit. El tinent general Eugenio Navarro va prendre Cotlliure i la zona propera a la costa amb la divisió dreta. El tinent general Joan Miquel de Vives i Feliu va defensar el flanc esquerre prop de Ceret. La divisió central de Girón, la més gran, es va desplegar per cobrir El Voló amb un punt fort al Montesquiu d'Albera als peus dels Pirineus cap a l'est. El 29 d'abril, el primer dia de la batalla del Voló, el nou comandant francès, Jacques François Dugommier va atreure a la Unión a empènyer el flanc esquerre cap endavant. Amb l'exèrcit espanyol fora de lloc, el comandant francès va llançar un poderós atac al centre dret espanyol, trencant el costat dret de Girón el 30 d'abril. Les contramesures de la Unión i Girón no van frenar l'avanç francès. L'1 de maig, els espanyols es van veure obligats a abandonar l'artilleria i l'equipatge de l'exèrcit i retirar-se a través del difícil Col de Portella (800 metres d'altitud) en comptes del fàcil pas del Portús (300 metres). Després de la seva victòria, l'exèrcit francès va bloquejar la Bellaguarda ja aïllada.

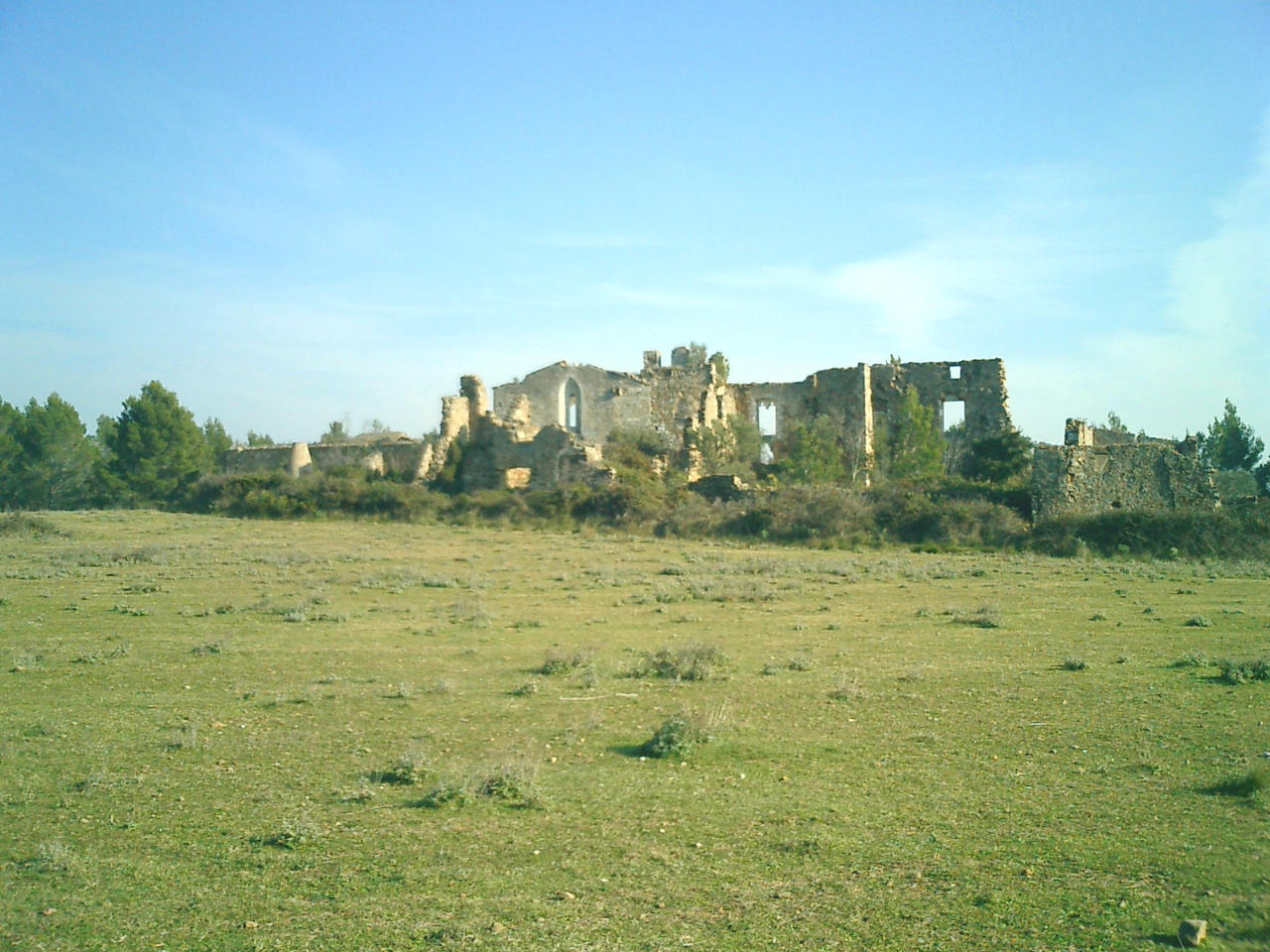
Ruïnes de Santa Maria del Roure

De la Unión, va caure al sud de la línia de cresta dels Pirineus i va construir una línia fortificada per cobrir l'Alt Empordà. Girón va liderar la seva divisió en una acció inconcloent a la Jonquera el 7 de juny. Un intent de la Unión per alliberar Bellaguarda va fracassar a la batalla de Sant Llorenç de la Muga el 13 d'agost. Bellaguarda va caure en mans franceses el 17 de setembre. La decisiva batalla del Roure va començar el 17 de novembre de 1794, quan els francesos van llançar un gran assalt. Girón al centre i de Vives a la dreta va rebutjar els atacs enemics, però Pierre Augereau va col·lapsar el flanc esquerre de Courten. Dugommier va morir per la metralla d'artilleria espanyola el 18 de novembre i el nou comandant francès Dominique Pérignon es va detenir a reorganitzar-se. Quan els francesos van tornar a atacar el 20 de novembre, van trencar les defenses de Girón al centre i van capturar la posició clau de Santa Maria del Roure. De la Unión va morir mentre liderava valentament una càrrega de cavalleria espanyola i el comandament va passar a Girón.
Amb l'ala esquerra de Courten fora de la lluita i la seva divisió central destrossada, Girón va ordenar una retirada. En la confusió, va deixar enrere la ciutat de Figueres i una guarnició de 9.000 homes a la forta fortalesa de Sant Ferran. L'exèrcit es va retirar darrere del riu Fluvià per reorganitzar les seves unitats destrossades. Poc després, Pérignon va humiliar al governador de Sant Ferran i va començar el  setge de Roses. El desembre, Girón va ser destituït del comandament de l'exèrcit de Catalunya per abandonar la fortalesa de Sant Ferran i pels errors comesos a les batalles del Voló i Paretstortes. Va morir el 17 d'octubre de 1819 a Sevilla.